# Антон Чехов
Антон Павлович Чехов (рус. Антóн Пáвлович Чéхов; Таганрог, 29. јануар 1860 — Баденвајлер, 15. јул 1904) био је приповедач и најзначајнији руски драмски писац.
Прве приче је објавио да би могао да се издржава у току студија медицине. У књижевности се појавио кратким хуморескама, сажетог израза и карактеризације, затим је прешао на новеле и приповетке, где се његов тужни хумор постепено претворио у резигнацију и очај. Исту тематику обрађивао је и у драмама, у којима нема ни традиционалног заплета ни расплета, као ни правих јунака или јаких страсти, него је у њима наглашена лирским елементима сугестија атмосфере у којој се одвија живот његових јунака. Сматра се, уз Мопасана, највећим новелистом европског реализма, док је својим драмама извршио, а и данас врши, јак утицај на европско позориште.
Чехов је у почетку писао приче само ради финансијске добити, али како су његове уметничке амбиције расле, он је увео формалне иновације које су утицале на еволуцију модерне кратке приче.
Његова схватања уметности, нарочито драмске и сценске, врло су разложно саопштена у његовој преписци.

## Биографија
Рођен је као треће од шесторо деце трговца Павела Јегоровича и Јевгеније Јаковљевне Морозове. Од 1876. до 1879. Чехов похађа основну и средњу школу у Таганрогу, често посећује позориште, објављује текстове и уређује школске новине. Чеховљев отац 1876. године банкротира и сели са породицом у Москву, док Антон остаје у Таганрогу. У то време Чехов пише своју прву драму "Без оца", која није пронађена до данас. Антон П. Чехов 1879. године завршава средњу школу и одлази у Москву, где уписује медицину на Московском универзитету. Током студија објављује анонимне чланке у студентским часописима, убрзо узима и псеудоним Антоша Чехонте под којим пише у часописима Петербуршка газета, Ново време, Осколки и Руска мисао. Између 1880. и 1887. Пише још под псеудонимима: Доктор који је изгубио своје пацијенте, Брат мога брата, Човек без... и т.д.
Године 1881. године Чехов пише драму која ће касније постати позната под именом Платонов, а занимљиво је да је та драма издата тек 1923, скоро 20 година након ауторове смрти. Студирао је медицину и био котарски лекар, али због недовршеног дипломског рада није стекао лекарску титулу. Започиње праксу у Чикину, а исте године објављује збирку прича Мелпоменине приче, док у децембру први пут пати од симптома туберкулозе. 1884. пише и једночинку На главном путу. Радња једночинке догађа се у крчми на главном путу, текст није прошао цензуру и оцењен је неподобним за извођење, те је први пут објављен 1914. поводом десетогодишњице Чеховљеве смрти. Годину дана касније Чехов путује у Ст. Петербург, где упознаје издавача Алексеја Суворина и сликара Исака Левитана с којима постаје близак пријатељ, те убрзо почиње писати и објављивати текстове у Сувориновим новинама Ново време. У априлу 1890. Чехов одлази на путовање кроз Сибир до острва Сахалин, где као лекар истражује живот у затвореничким логорима, након тога плови још Тихим и Индијским океаном, а на путовању се задржао до октобра исте године. Путовања су у Чеховљевом животу била константа, па тако већ 1891. иде у обилазак западне Европе, а исте године издаје новеле Двобој и Жена са села. Купује мало имање у Мелихову, где сели са породицом.
Епидемија колере наступа у раздобљу 1892—1893, А Чехов као један од водећих људи у покрајинској санитарној комисији, бесплатно лечи најсиромашније сељаке и бори се против глади. Објављује 11 прича међу којима је и Моја жена, Скакавац и једночинку Јубилеј.
Године 1893. упушта се у љубавну авантуру с Ликом Мизиновом, с којом се неће венчати али ће му она послужити као инспирација за лик Нине у драми Галеб. Пише Острво Сахалин, излазе му текстови Анонимна прича и Велики Володја и мали Володја. Здравље му се погоршава 1894. те путује у Италију и Париз. Објављује дела Студент, Учитељ књижевности, Црни монах.
Константин Сергејевич Станиславски и Владимир Немирович Данченко отварају 1897. Московски художествени театар, што ће убрзо имати велики утицај на Чеховљев даљи рад. Чехову умире отац, а он сам борави у болници због првог акутног напада плућне туберкулозе. У септембру путује у Француску на лечење, те су му објављене драме Ујка Вања, Иванов, Галеб и једночинке као и приче Сељаци, Код куће и Дивљак. У мају 1898. Антон Павлович Чехов враћа се из иностранства и живи неко време на Јалти, где преживљава други напад туберкулозе.
Чехов продаје сва ауторска права на свој рад издавачу А. Ф. Марксу за 75.000 рубаља, што би у данашњој вредности било око 80.000 долара, и почиње да уређује своја сабрана дела. Исте је године награђен Орденом св. Станислава за рад у образовању. Пише и објављује текстове На службеном послу, Драга, Дама са псетанцетом. Тог лета продаје имање у Мелихову и гради кућу на Јалти.
Уметник 1903. објављује своју последњу причу Заручена, те му излази друго издање сабраних дела у 16 томова. У јуну цензори забрањују извођење Чеховљевих драма у нискобуџетним позориштима за радничку класу, а у септембру завршава драму Вишњик.
Након тога, здравље Антона Павловича Чехова се погоршава. Почетком јуна Чехов путује са супругом Олгом Книпер на лечење у Немачку где 15. јула умире у Баденвајлеру. Сахрањен је 22. јула на гробљу Ново-девичје у Москви.
Антона П. Чехова називају зачетником психолошког реализма. У његовим драмама не постоји типичан драмски сукоб већ све што се догађа у драми произилази из психолошких стања, осећаја и унутрашњих сукоба ликова. Чехов у својим драмама такође инсистира на протоку времена који је један од механизама збивања у којем се догађају промене. У Чеховљевим драмама су врло детаљно исписане дидаскалије и описана места радње што доприноси општем разумевању ликова и њихових психолошких стања.

## Стваралаштво
Иако је тврдио да му је медицина жена, а књижевност љубавница, и упркос томе што је свој професионални живот чешће посвећивао управо лечењу, у медицини је остао познат више као – болесник, а светску славу донело му је позориште.

### Иванова
У септембру 1887. позоришни предузетник Ф.А. Корш наручује од Чехова позоришни комад за управо започету позоришну сезону у свом позоришту. Чехов се на десет дана повлачи у изолацију и у стваралачкој грозници пише драму у четири чина – Иванова. Главни лик је 35-годишњи Николај Иванов, власник поседа, који је у депресији због разних животних проблема. Његова жена, Ана Петровна, рођена као Сара Абрамсон је Жидовка која се због удаје преобратила на православну вјеру и изгубила мираз. Ана Петровна умире од туберкулозе. Једино што јој може помоћи је одмор на Кримскоме полуострву, али Иванов јој то не може омогућити јер дугује новац Зинаиди Савишној. Иванов заправо не воли своју умирућу жену и једини мотив за удају био му је Анин велики мираз који је изгубила преобративши се, а сад кад му је супруга на самрти заљубио се у кћи Лебдјева и Зинаиде – Сашу. У првој верзији текста Иванов умире природном смрћу, тихо и неприметно, што је касније Чехов променио те се на крају четвртога чина Иванов убија револвером.
Представа је праизведена 19. новембра 1887. године у Руском драмском позоришту Ф.А. Корша у Москви. Пробе за представу су трајале десетак дана, Чехов је гледао сваку пробу те је био врло незадовољан глумачким извођењем. Део публике примио је представу с одушевљењем и великим пљеском док је други део публике гласно звиждао, а након премијере одигране су још само две репризе. Чехов је на Иванову још радио, променио је крај и две године касније, 1889, представа је 31. јануара одиграна у Александринском позоришту у Санкт-Петербургу, у режији Фјодорова Јурковског. Ова представа била је врло успешна, чак је и сам Чехов изашао на поклон с глумцима, а након осталих извођења добивао је још многе честитке.
Сљедеће године Чехову излази прва озбиљна дужа прича Степа, а једночинке Медвед и Просидба изводе се с успехом, док кратка прича У сутон добија Пушкинову награду Академије наука.

### Ујка Вања
У октобру 1889. Чехов завршава драму Шумски гоблин, представа игра у децембру, али добија јако лоше критике, те је почетком нове године Чехов претвара у драму Ујак Вања, која ће бити објављена тек 1897. Ујак Вања догађа се на руском селу, где се на поседу налазе четири лика без икаквог смисла у животу, и без наде у промену. Основни однос је љубавни четвороугао. Јелена Андрејевна, млада је и згодна жена старог професора Серебрјакова, који је пре био ожењен Вањином сестром, из тога прошлог брака Серебрјаков има кћерку Соњу. Соњин ујак Вања, као и сеоски лекар и особењак Астров заљубљени су у Јелену Андрејевну, док се Соњи свиђа Астров. На крају нити једна веза не бива остварена, а Серебрјакови одлазе. Све остаје како је и било без икакве наде да ће бити боље.
Различита позоришта у Кијеву, Кракову и Нижем Новгороду изводе Ујака Вању 1899, а Чехов размишља да драму претвори у кратки роман, али ипак то не чини. Исте године, с обзиром да Чехов због болести није могао да дође у Москву на представе Московског художественог позоришта, позориште је с целом трупом, костимима, сценографијом и реквизитом кренуло на дуги пут према Кримском полуострву и Јалти. Тамо су художественици за А. П. Чехова и Максима Горког извели Галеба, Ујака Вању, Усамљене од Хауптманна и Хедду Габлер Ибсена.

### Галеб
Драму Галеб Чехов пише 1895. године, а та драма говори о позоришту, непремостивим разликама између старе и младе генерације, љубави према уметности. Главни лик Галеба је позната глумица Ирина Николајевна Аркадина која с љубавником књижевником Борисом Алексејевичем Тригорином долази на имање свога болесног брата Сорина. На имању син Ирине Николајевне, Константин Гаврилович Трепљов жели да постави представу, покушавајући да пронађе нови позоришни облик, али мајка нема слуха нити разумевања за синовљеве покушаје. Главна глумица те представе је Нина Михајловна Заречна, млада девојка којој се Трепљов жели свидети па јој дарује мртвог галеба којега је сам убио. Нина је згрожена тим поступком, а истовремено је опчињена Тригорином који је заводи повлачећи паралеле између њенога живота и мртвога галеба којега је добила на поклон. Депресивни Трепљов, којег је Нина одбила, покушава самоубиство, али метак му је само окрзнуо главу. Ирина Николајевна Аркадина жели да иде назад у Москву, док Тригорин жели остати на имању. Он ипак попушта жељама љубавнице. Нина и Тригорин се последњи пут виде пре његовог одласка, она му обећава да ће постати глумица и да ће се видети у Москви. Последњи чин се догађа две године касније, сазнаје се да су Нина и Тригорин имали дете које је умрло и да се Тригорин вратио Ирини Николајевној Аркадини. Нина је те две године провела путујући уоколо с другоразредном глумачком дружином и сада све то прича Трепљову, који се на крају драме устрели. Галеба је обележио неуспех на премијери у Александровом позоришту у Санкт-Петербургу, али већ друго извођење је показало да му је публика ипак склона.

Дана 17. децембра у Московском художественом позоришту премијерно је и с врло великим успјехом изведена драма Галеб у режији К.С. Станиславског, али сам Чехов није присуствовао премијери. У телеграму који му је након представе послао на у Јалту В. Немирович-Данченко написао је: 
Тек што смо одиграли Галеба. Успех колосалан. Публика је молила да ти у њено име пошаљемо телеграм. Ми смо полудели од среће. Сви те љубимо.
 Галеб је после тог успјеха постао симболом МХАТ-а.

### Три сестре
У јануару 1900. Чехов је изабран је за почасног члана Књижевног одела Академије наука. Објављује дела У Равени и На Божић. Од августа до децембра пише своју најпознатију драму Три сестре коју завршава у Ници. Главни ликови драме су Олга, Маша и Ирина, сестре Прозоров и њихов брат Андреј. Радња драме збива се у руском провинцијскоме граду где су се преселиле пре једанаест година због прекоманде њиховог оца. Кроз драму се провлачи жеља и чежња за повратком у Москву. Први чин започиње слављем Ирининог имендана, но то је уједно и годишњица смрти њиховога оца. У госте им долазе официри Тусенбах, Сољони и Чебуткин који су на служби у граду те у друштво уводе новог заповедника Вершињина. Олга предаје у гимназији, а Маша, једина од сестара која је у браку, удана је за професора Кулигина. Андреј проси Наталију Ивановну. Између првог и другог чина протиче годину дана. У другоме Андреј и Наталија Ивановна добили су сина, но Андреј је незадовољан браком и коцка. Маша је такође незадовољна својим браком и прихваћа удварање Вершињина. У Ирину су заљубљени Тусенбацх и Сољони, којег она одбија. Сољони потом прети да ће убити сваког супарника. У трећем чину цели град је захваћен великим пожаром. Олга одлази да помогне настрадалима, Кулигин тражи Машу, а Ирина није сигурна жели ли пристати на брак с Тусенбахом. Андреј саопштава да је прокоцкао кућу, те на његове речи Олга са слушкињом одлази да жити у школском стану. У последњем чину војска напушта град, Вершињин се опрашта с Машом, док су Сољони и Тусенбацх уговорили двобој, у којем Тусенбах смртно страда. Драма завршава монолозима сестара у којима као и код осталих Чеховљевих јунака долазе до спознаје да се њихови животи не могу променити. То се види у речима Олге: 
Проћи ће време и ми ћемо отићи заувек, заборавиће нас, заборавиће нам лица, гласове и колико нас је било, али патње наше претвориће се у радост за оне који ће живети после нас, и наступиће на земљи срећа и мир, па ће људи споменути добром речи и благословити оне који живе сада. О, миле сестре, живот наш још није довршен. Живећемо!
1902. године добива Грибоједову награду Друштва драмских писаца и оперских композитора за Три сестре.

### Вишњик
Године 1902. почиње да пише своју последњу драму, у којој се бави пропадањем руске аристократије – Вишњик. Драма почиње повратком Љубове Андрејевне Рањевске и њене кћери Ање из Париза на старо имање које је под хипотеком. Вишњик и кућа за неколико месеци ће бити продати на аукцији. Рањевска жели да спаси имање удајом своје кћери Варје за Лопахина, богатог и успешног трговца, који жели да посечи вишњик и изградити одмаралиште. Лопахин купује имање на аукцији, одлучује да посече вишњик и не ожени Варју. Драма завршава одласком Рањевске и њезиног брата Гајева те сечом вишњика. Вишњик је симбол једне породице и класе која полако пропада.
Дана 17. јануара 1904. премијерно је изведен Вишњик, а главну женску улогу Рањевске играла је Чеховљева супруга Олга Книпер. Међутим Чехов је био незадовољан представом, јер је Вишњик назван комедијом, а К.С. Станиславски и В. Немирович Данченко су га поставили као трагедију. Представа доживљава велики успех у Москви и Санкт-Петербургу.

## Значајнија дела:
- Драме:
  - Галеб (рус. Чайка) (1896)
  - Ујка Вања (рус. Дядя Ваня) (1897)
  - Три сестре (рус. Три сёстры) (1900)
  - Вишњик (рус. Вишнёвый сад) (1903)
- Збирке прича:
  - Мелпоменине бајке (1884)
  - Шарене приче (1886)
  - У помрачини (1887) итд.